# Forth (fiume)
Il fiume Forth (Gaelico: Uisge For o Abhainn Dhubh, che significa "fiume nero"), è lungo 47 km (29 miglia) ed è il maggior fiume che scorre nella parte occidentale della cintura centrale (central belt) della Scozia.

## Percorso
Il fiume Forth nasce nei pressi di Loch Ard (un laghetto d'acqua dolce) vicino ai Trossachs, un'area montana di circa 30 km a ovest di Stirling. Esso scorre irregolarmente verso oriente, attraverso Aberfoyle, unendosi con il Duchray Water e il Kelty Water e oltre la piatta distesa delle Flanders Moss. Qui si unisce al fiume Teith (che attraversa Loch Venachar, Loch Lubnaig, Loch Katrine, e Loch Voil) e il fiume Allan, prima di attraversare sinuoso l'antica città di Stirling. Qui il fiume si allarga e viene assoggettato alla marea ed è a Stirling che esiste l'ultimo possibile guado (stagionale). Da Stirling, il Forth scorre verso est tra il Carse di Stirling, attraversando le città di Cambus (dove si unisce al fiume Devon), Alloa e Airth. Dopo aver raggiunto Kincardine il fiume comincia ad allargarsi in un estuario, il Firth of Forth.

## Insediamenti sul Forth
Ci sono diverse cittadine che fiancheggiano le sue rive, come pure i complessi petrolchimici ubicati a Grangemouth, la zona commerciale portuale di Leith, la costruzione di una piattaforma petrolifera circoscritta a Methil, l'impianto di demolizione di navi a Inverkeithing e il cantiere navale a Rosyth, con numerose altre aree industriali che includono la zona di Forth Bridgehead, Burntisland, Kirkcaldy, Bo'ness e Leven.

## Navigazione sul Forth

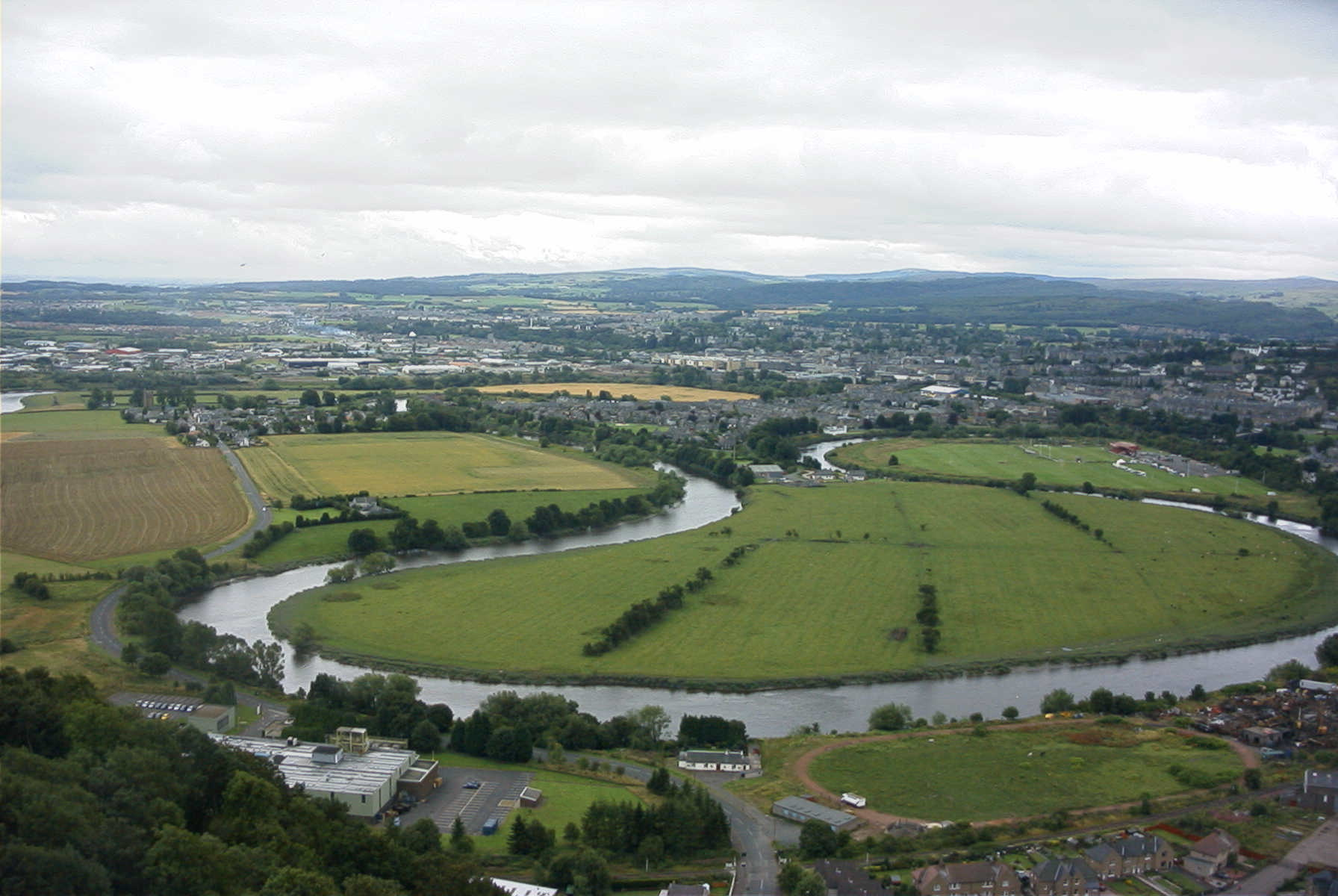
Veduta dei meandri del fiume Forth dal Wallace Monument. Il fiume scorre da destra a sinistra, e il primo limite di navigazione era nel tratto sinistro.

Nel periodo medievale il Forth era navigabile almeno fino a Stirling, ma con la sedimentazione dei detriti e l'incremento della stazza delle navi adesso il traffico marittimo da Kincardine verso la sorgente si rende quasi del tutto irrealizzabile.

## Ponti sul Forth
Verso la sorgente di Stirling il fiume è piuttosto piccolo ed è attraversato in diversi punti (sebbene prima delle moderne opere di drenaggio, il suolo fosse spesso infidamente paludoso vicino alle sponde del fiume). Dopo la sua confluenza con il Teith e l'Allan, il fiume diventa sufficientemente largo da rendere necessario un ponte considerevole. Uno già esisteva a Stirling almeno fin dal XIII secolo e fino all'apertura della strada, nel 1936, che lo attraversa a Kincardine, Stirling rimase la strada più orientale che l'attraversasse. Il Clackmannanshire Bridge, più verso la sorgente del Kincardine Bridge, venne inaugurato il 19 novembre del 2008. Molto più a valle, a Queensferry, venne aperto nel 1890 il famoso ponte ferroviario, mentre nel 1964 il moderno ponte stradale. Un ponte ferroviario oscillante tra Alloa, sulla sponda nord, e Throsk, sulla sponda sud, venne aperto nel 1885, ma poi chiuso (e demolito) nel 1970.
Progetti per costruire un nuovo ponte stradale leggermente più a ovest dell'attuale Forth Road Bridge sono stati annunciati dal Governo scozzese.
Il ponte, a cui hanno dato il nome di Queensferry Crossing, è stato inaugurato dalla Regina Elisabetta II il 4 settembre 2017.